# 廷巴 (加利福尼亞州)
廷巴（英語：Timba）是位於美國加利福尼亞州斯坦尼斯洛斯縣的一個非建制地區。該地的面積和人口皆未知。

## 地理
廷巴的座標為37°20′34″N 121°01′52″W / 37.34278°N 121.03111°W，而該地的平均海拔高度為33米（即105英尺）。